# Il sogno di un uomo
Il sogno di un uomo è il terzo album in studio del cantante e attore Italiano Alessandro Haber.

## Tracce
1. Solo una settimana
2. Al primo sguardo
3. Il mio amico
4. È uscito Fernando
5. La mia lettera
6. Un uomo qualunque
7. Ci si vede domattina
8. Per te
9. Una bella macchina... da scrivere
10. Solo come una bestia
11. Quello che sei per me
12. La contraddizione dell'amore
13. Scacco Pazzo

Distribuzione Elleu Multimedia
Produzione artistica Sasà Flauto
Piccola orchestra "Cielo Azzurro" di Napoli registrata presso Discovery Sound Studio
Missaggi Sasà Flauto (eccetto Scacco Pazzo Giovanni Onofri e Sasà Flauto) presso Coast Studio di Roma
Mastering Marco "Scocchi" Scocchera at Studio 9